# Apollo-Werke

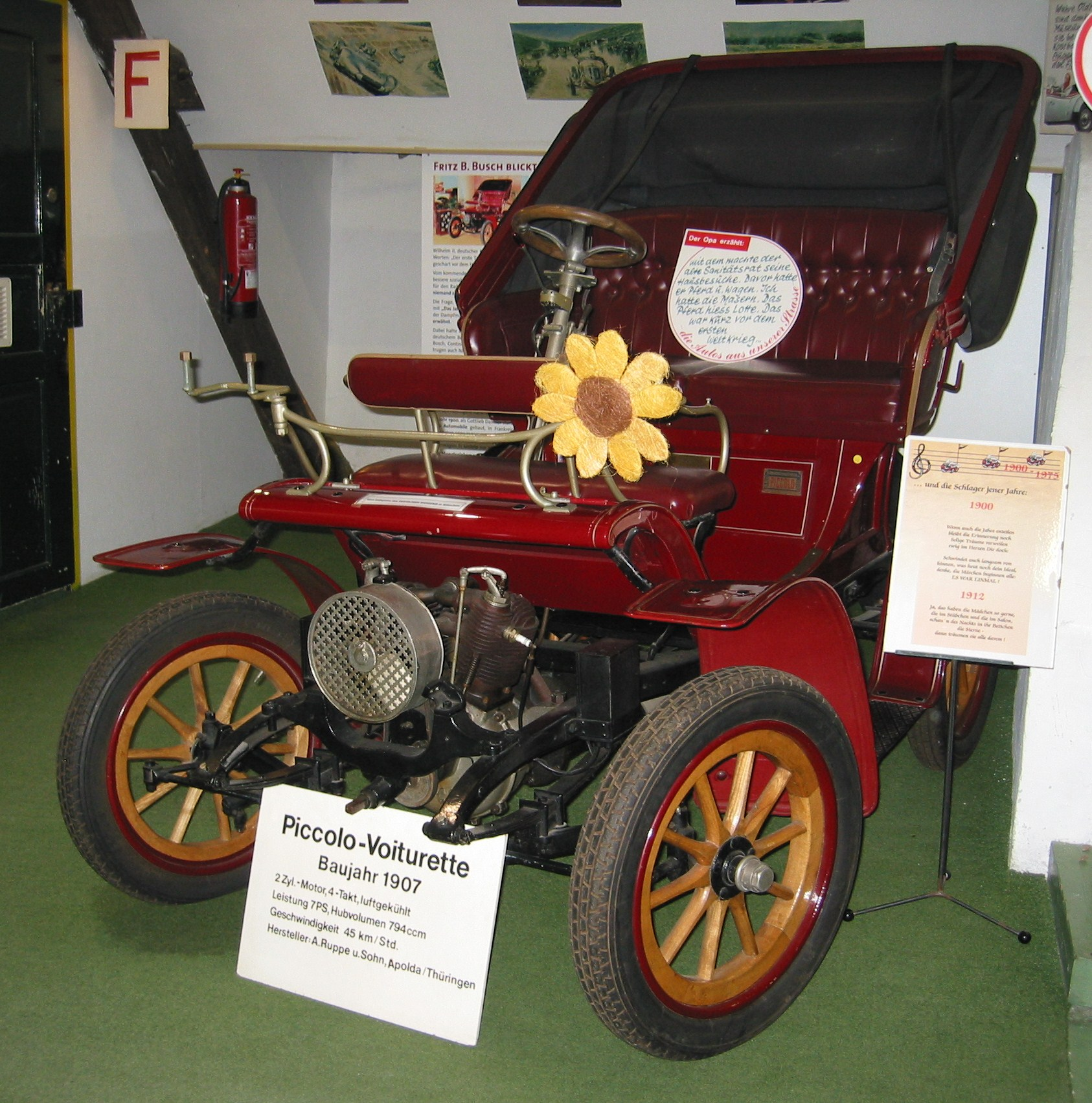
Piccolo von 1907

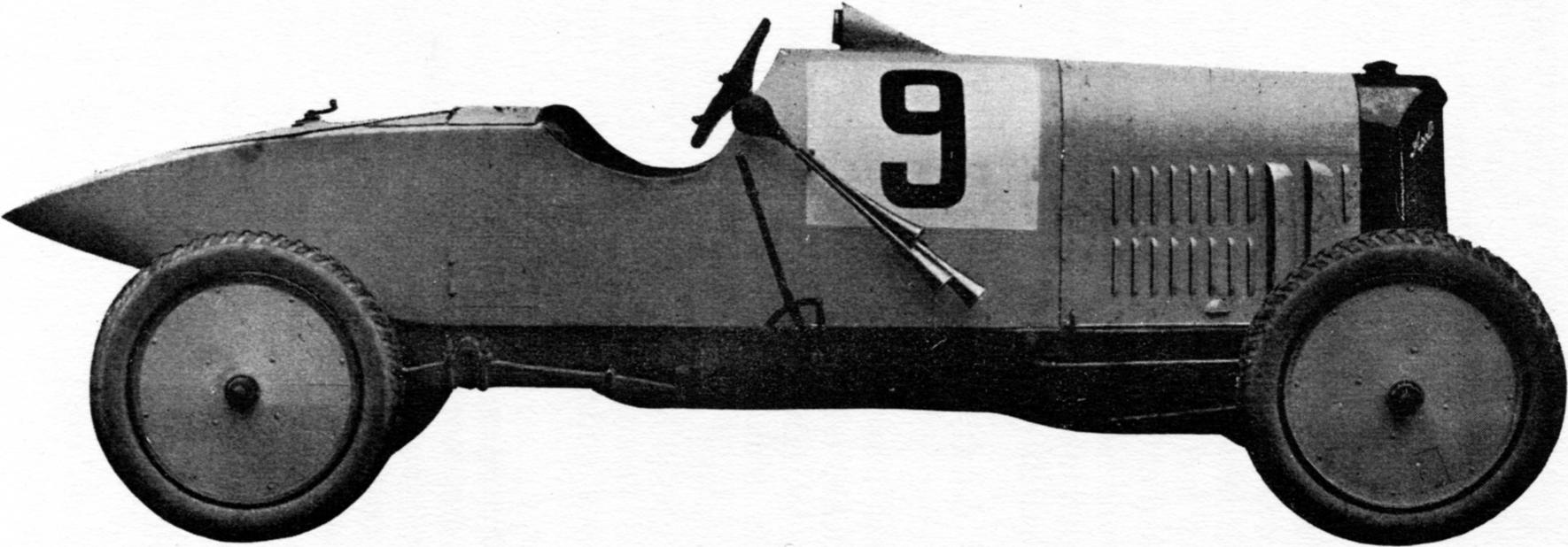
Illustration des Rennautomobils Apollo 30 PS von 1921

Die Apollo-Werke AG war ein deutsches Unternehmen mit Sitz in Apolda. Es wurde unter der Firma A. Ruppe & Sohn 1904 gegründet, 1907 in eine Aktiengesellschaft umgewandelt und 1912 nach dem Ausscheiden der Familie Ruppe umbenannt.
In den Jahren von 1904 bis 1927 stellte das Unternehmen Automobile unter den Marken Piccolo und Apollo in verschiedenen Ausführungen her. Diese Fahrzeuge waren unter anderem wegen ihres relativ niedrigen Verkaufspreises und ihrer – auch im damaligen internationalen Rennsport bewiesenen – hohen Qualität erfolgreich. Während und bis kurz nach dem Ersten Weltkrieg baute das Unternehmen auch kurzzeitig Lastwagen.

## Geschichte
Zu Beginn baute A. Ruppe & Sohn zunächst ein Motorrad, die Apoldiana. 1904 folgte eine Voiturette, die als erstes Fahrzeug des Unternehmens den Namen Piccolo erhielt. Bis 1920 wurden Personenkraftwagen mit luftgekühlten Motoren unter dieser Marke hergestellt. Für die Entwicklung dieser Fahrzeuge war Hugo Ruppe (1879–1949) federführend verantwortlich.
Nach seinem Ausscheiden aus dem Betrieb und dessen Umwandlung in eine Aktiengesellschaft wurde 1908 der profilierte Rennfahrer und Konstrukteur Karl Slevogt (1876–1951) für die Entwicklung neuer Modelle gewonnen. Die von ihm entwickelten Fahrzeuge erhielten den Namen Apollo, der 1912 für die neue Firma übernommen wurde. Neben Slevogt war auch der Werksfahrer Franz Seidenbusch mit Apollos sehr erfolgreich, z. B. 1923 beim Solitude Bergpreis.
Mit wassergekühlten Motoren und der Abwendung von der Kutschenform bei den Apollo-Wagen begann eine neue Ära der Autoproduktion in Apolda. Es wurden Fahrzeuge mit Einzylindermotor mit 624 cm³ Hubraum bis zum Vierzylindermotor mit 3440 cm³ gebaut. Ein Mitte der 1920er-Jahre entwickelter 12/50-PS-V8-Motor gelangte nicht zur Serienreife. Fast alle Teile, außer beispielsweise Reifen, Lampen und Hupen, wurden im Werk produziert. Lastkraftwagen mit 30 PS bauten die Apollo-Werke während des Ersten Weltkriegs, diese Produktion wurde bis zum Ende des Unternehmens im Jahr 1928 aufrechterhalten.
In der betriebseigenen Gießerei entstanden die Motorblöcke für die Piccolos und Apollos. Dadurch war der Betrieb relativ unabhängig, sodass innerhalb kurzer Zeit neue Modelle entwickelt und Kundenwünsche erfüllt werden konnten. In diesen Jahren entwickelten sich die Apollo-Werke zum größten metallverarbeitenden Unternehmen in Apolda. 1921 wurde die Markranstädter Automobilfabrik (MAF) in Markranstädt (eine weitere Gründung Hugo Ruppes) aufgekauft, zunächst als Werk II weiterbetrieben, jedoch 1923 stillgelegt.
Um 1924 baute Apollo den viersitzigen 4/20 PS mit 1041 cm³ Hubraum aus 60 mm Bohrung und 92 mm Hub. Der Kraftstoffverbrauch lag bei rund 6,5 Liter auf 100 km.
Das letzte Modell, der Typ 6/24 PS von 1926, hatte anstatt eines Motors aus eigener Fertigung einen des Motorenherstellers Steudel. 1927 stellte das Unternehmen, das zu diesem Zeitpunkt 400 Mitarbeiter hatte, die Automobilproduktion ein, fungierte noch fünf Jahre lang als Vertretung für NSU-Automobile und meldete 1932 Konkurs an.
Mindestens ein Fahrzeug nahm 1923 am Kleinautorennen auf der Berliner AVUS teil.

## Museum und Oldtimertreffen

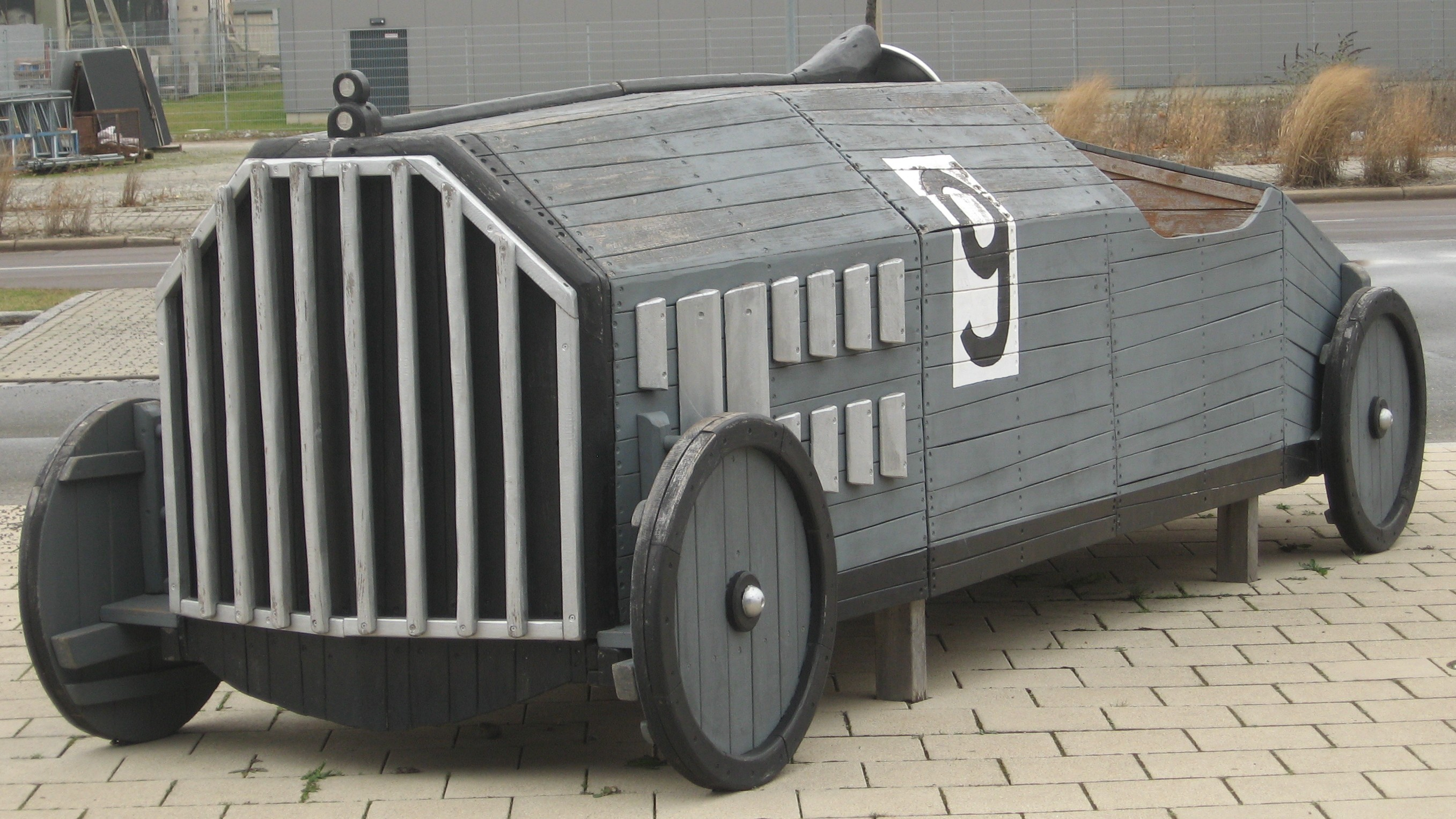
Holzmodell beim Bahnhof Apolda

Von den vielen Fahrzeugmodellen, die einst in Apolda gebaut wurden, existieren heute nur noch sehr wenige. Das Museum Apolda hat im Jahre 1995 mit Fördermitteln des Landes Thüringen einen Piccolo 5 PS „Mobbel“, Baujahr 1910, erworben, der bis zur Fertigstellung des Stadtmuseums im Hotel am Schloss in Apolda besichtigt werden kann.
Seit Jahrzehnten werden in Apolda Oldtimer-Treffen und -Sternfahrten veranstaltet. Aus der Automobilbau-Tradition heraus fand 1994 das erste Apoldaer Oldtimer-Schlosstreffen statt, das jährlich am ersten Juni-Wochenende viele Oldtimerfreunde aus der gesamten Bundesrepublik nach Apolda lockt.
Am 7. Juni 2015 wurde im Rahmen des Oldtimertreffens der gegenüber den ehemaligen Fabrikanlagen liegende Platz als „Hugo-Ruppe-Platz“ benannt. Dieser war erst zwischen 2013 und 2014 durch die Umgestaltung des ehemaligen Geländes des Güterbahnhofs entstanden und bis dahin namenlos. In der beschließenden Stadtratssitzung war es zu erheblichen Diskussionen wegen der Namensgebung gekommen, da es am Platz keine eigentlichen Anlieger gibt und damit eine Namensgebung als „unnütze Geldausgabe“ angesehen wurde.

## PKW-Modelle
| Typ                   | Bauzeitraum | Zylinder  | Hubraum  | Leistung        | Vmax    |
| --------------------- | ----------- | --------- | -------- | --------------- | ------- |
| Piccolo 5 PS          | 1904–1907   | 2 V       | 704 cm³  | 5 PS (3,7 kW)   | 50 km/h |
| Piccolo 12 PS         | 1907–1909   | 4 Reihe   | 1608 cm³ | 12 PS (8,8 kW)  | 55 km/h |
| Piccolo 7 PS          | 1907–1910   | 2 V       | 794 cm³  | 7 PS (5,1 kW)   | 50 km/h |
| Piccolo 6/12 PS       | 1907–1910   | 4 V       | 1575 cm³ | 12 PS (8,8 kW)  | 50 km/h |
| Piccolo 5 PS „Mobbel“ | 1910–1912   | 1 stehend | 624 cm³  | 5 PS (3,7 kW)   | 40 km/h |
| Piccolo Typ A         | 1910–1912   | 2 Reihe   | 846 cm³  | 8 PS (5,9 kW)   | 50 km/h |
| Piccolo Typ E 6/16 PS | 1910–1912   | 4 Reihe   | 1770 cm³ | 16 PS (11,8 kW) | 60 km/h |
| Piccolo Typ B 4/12 PS | 1911–1920   | 4 Reihe   | 960 cm³  | 12 PS (8,8 kW)  | 70 km/h |
| Typ N 8/24 PS         | 1912–1914   | 4 Reihe   | 2040 cm³ | 24 PS (17,6 kW) | 75 km/h |
| Record Typ F 8/28 PS  | 1912–1914   | 4 Reihe   | 2040 cm³ | 28 PS (20,6 kW) | 95 km/h |
| Typ K 10/30 PS        | 1912–1914   | 4 Reihe   | 2612 cm³ | 32 PS (23,5 kW) | 80 km/h |
| Typ L 13/40 PS        | 1912–1914   | 4 Reihe   | 3440 cm³ | 44 PS (32,4 kW) | 90 km/h |
| 4/14 PS               | 1921–1925   | 4 Reihe   | 960 cm³  | 14 PS (10,3 kW) | 80 km/h |
| 10/40 PS              | 1921–1925   | 4 Reihe   | 2597 cm³ | 40 PS (29,4 kW) | 85 km/h |
| 5/25 PS               | 1925–1926   | 4 Reihe   | 1221 cm³ | 25 PS (18,4 kW) | 80 km/h |
| 6/24 PS               | 1926–1927   | 4 Reihe   | 1551 cm³ | 24 PS (17,6 kW) | 80 km/h |